# Młynowo (Lelkowo)
Młynowo (deutsch Mühlenhof) ist ein Ort in der polnischen Woiwodschaft Ermland-Masuren in der Landgemeinde Lelkowo (Lichtenfeld) im Powiat Braniewski (Kreis Braunsberg). Bis 1945 gehörte er zum Kreis Heiligenbeil in Ostpreußen.

## Geographische Lage
Młynowo liegt unmittelbar im Grenzgebiet zur russischen Oblast Kaliningrad (Gebiet Königsberg (Preußen)) im Nordwesten der Woiwodschaft Ermland-Masuren Polens. Bis zur ehemaligen und heute auf russischem Gebiet gelegenen Kreisstadt Heiligenbeil (russisch Mamonowo) sind es 24 Kilometer in nordwestlicher Richtung, während die heutige Kreismetropole Braniewo (deutsch Braunsberg) 31 Kilometer in westlicher Richtung entfernt liegt.

## Geschichte
Die Gründung des Vorwerks Mühlenhof geht in das Mittelalter zurück und wurde zur besseren Kennung auch Arnsteiner Mühlenhof genannt. Es handelte sich um einen Wohnplatz des Dorfs Arnstein (polnisch Jarzeń) im ostpreußischen Kreis Heiligenbeil, Regierungsbezirk Königsberg. 43 Einwohner wurden im Jahre 1905 gezählt. Mühlenhof war ein Anwesen, das aus einer Wassermühle mit den dazugehörigen Gebäuden wie Sägewerk und Schmiede bestand.
Als 1945 in Kriegsfolge Ostpreußen an die Sowjetunion (Norden) bzw. Polen (Süden) fiel, wurde die Staatsgrenze nur wenige hundert Meter nördlich von Mühlenhof gezogen. Mühlenhof kam somit zu Polen und erhielt die polnische Namensform „Młynowo“. Es ist heute ein „Przysiółek wsi Jarzeń“ (= „Weiler des Orts Jarzeń“), des einstigen „Arnstein“ in der Gmina Lelkowo (Landgemeinde Lichtenfeld) im Powiat Braniewski (Kreis Braunsberg), von 1975 bis 1998 der Woiwodschaft Elbląg, seither der Woiwodschaft Ermland-Masuren zugehörig.
Die Gebäude stammen noch aus den 1930er Jahren und weisen massive Kriegsschäden auf. Die Mühle ist weiterhin in Betrieb und erhielt 1968 neben der Wasserturbine einen elektrischen Antrieb.
Der Ort macht immer noch einen malerischen Eindruck. Unweit des Jezioro Głębockie (Tiefensee) gelegen wird er von einer großen Population von Weißstörchen bewohnt, zum Teil mit mehreren Nestern auf einzelnen Gebäuden.

## Religion
Mit seiner überwiegend evangelischen Bevölkerung war Mühlenhof vor 1945 in die Kirche Tiefensee (polnisch Głębock) in der Kirchenprovinz Ostpreußen der Kirche der Altpreußischen Union eingepfarrt. Die jetzt mehrheitlich römisch-katholische Einwohnerschaft Młynowos nun gehört zur Pfarrei in Zagaje (Hasselpusch) im Dekanat Pieniężno (Mehlsack) im Erzbistum Ermland.

## Verkehr
Młynowo ist trotz seiner Grenznähe über einen Landweg von Jarzeń (Arnstein) aus über Jarzeński Młyn (Arnsteiner Mühle) zu erreichen. Eine Bahnanbindung besteht nicht mehr, seit die frühere Bahnstrecke Königsberg–Zinten–Rothfließ–Niedersee mit der Bahnstation Arnstein nicht mehr befahren wird.